# فرودگاه صحرایی آواهلوکا
فرودگاه صحرایی آواهلوکا (به انگلیسی: Aavahelukka Airfield) (به زبان بومی: Aavahelukan lentokenttä) یک فرودگاه همگانی است که یک باند فرود آسفالت دارد و طول باند آن ۸۶۴ متر است. این فرودگاه در کشور فنلاند قرار دارد و در ارتفاع ۲۲۵ متری از سطح دریا واقع شده‌است.